# Maliotenam
Maliotenam (en innu-aimun : Mani-utenam ; officiellement Maliotenam 27A) est une réserve autochtone innue située dans la municipalité régionale de comté des Sept-Rivières au Québec, précisément dans la région administrative de la Côte-Nord à 16 kilomètres à l'est de Sept-Îles. La réserve, tout comme celle d'Uashat, est à l'usage de la Première Nation Innu Takuaikan Uashat Mak Mani-Utenam, bénéficiant ainsi du même conseil de bande.

## Toponymie
Le nom « Mani-Utenam » signifie littéralement « Marie-Ville », c'est-à-dire la ville de Marie. L'expression adoptée officiellement par les autorités gouvernementales, « Maliotenam » ne constitue aucun mot ou expression en innu-aimun, il s'agit simplement d'une déformation du nom, telle que comprise à l'oreille par les allochtones, en entendant « Mani-Utenam ».

## Géographie
Le territoire de la réserve de Maliotenam est enclavé dans le territoire de la ville de Sept-Îles.

## Administration
Maliotenam est administrée par le conseil de bande Innu Takuaikan Uashat Mak Mani-Utenam (Gérance montagnaise de Uashat et de Mani-Utenam), le même que celui de la réserve indienne de Uashat. Chaque été, le Festival Innu Nikamu a lieu au premier jeudi du mois d'août. Le très populaire duo Kashtin vient de Mani-Utenam et la station de radio locale est CKAU.

## Démographie
| 2001  | 2006  | 2011  | 2016  | 2021  |
| ----- | ----- | ----- | ----- | ----- |
| 1 095 | 1 123 | 1 316 | 1 542 | 1 610 |

## Histoire
La réserve de Mani-utenam (Maliotenam, ou Village de Marie) est créée en 1949 par le Gouvernement du Canada qui souhaite à l'époque que la vaste communauté innue vienne s'y établir, ce qui ne se produit pas, nombreux Innus préférant rester sur les terres ancestrales de Uashat, alors que d'autres choisirent de s'établir au village de Moisie. Le territoire de Maliotenam est d'une superficie de 527 hectares. La langue maternelle est l'innu-aimun et la langue seconde est le français.

### Pratiques traditionnelles
Encore de nos jours, les pratiques traditionnelles font encore partie de la vie des Innus tels que la pêche au saumon, la chasse à la bernache et au caribou, la trappe d’animaux à fourrures et le piégeage pour le castor, la culture est ainsi préservée. Plusieurs familles se rendent toujours dans les territoires ancestraux afin de pratiquer ces coutumes traditionnelles, parce qu'elles-ci leur sont vitales.

## Langues
En 2016, sur une population de 1 542 habitants. 1 235 connaissent et parlent couramment l'innu-aimun.

## Personnalités

### Culturelles
- Claude McKenzie et Florent Vollant (arrivé quand il était enfant, né à Wabush), chanteurs de l'ancien duo Kashtin.
- Stanley Vollant (arrivé à 7 ans, né à Wabush), médecin, premier autochtone à obtenir un diplôme de chirurgien.

### Sportives
- Napessis André, défenseur étoile des Sportifs de Joliette, dans la LHSAM.

## Pensionnat Notre-Dame
L'ancien pensionnat Notre-Dame était situé à Mani-utenam. Il faisait partie de l'un des 139 pensionnats pour Autochtones du Canada (12 au Québec). Ouvert en 1952, l'école et le pensionnat ferment leurs portes le 4 juillet 1971.